# 1998 no teatro

## Nascimentos
| Data        | Nome       | Profissão | Nacionalidade | Observações | Ref |
| ----------- | ---------- | --------- | ------------- | ----------- | --- |
| 25 de março | Yoo In-soo | ator      | Coreia do Sul |             |     |

## Mortes
| Data           | Nome           | Profissão                                        | Nacionalidade       | Observações | Ref |
| -------------- | -------------- | ------------------------------------------------ | ------------------- | ----------- | --- |
| 29 de abril    | Mariana Villar | actriz (de teatro, TV e cinema)                  | Portugal            | n. 1927     |     |
| 3 de Outubro   | Roddy McDowall | ator                                             | Reino Unido         | n. 1928     |     |
| 30 de Dezembro | Joan Brossa    | poeta, dramaturgo, desenhador e artista plástico | Espanha (Catalunha) | n. 1919     |     |